# Морски кучки
 Тази статия е за семейството риби.  За рода вижте Морски кучки (род).  
Морските кучки (Blenniidae) са семейство актиноптери от разред Blenniiformes.
Таксонът е описан за пръв път от Константен Самюел Рафинеск през 1810 година.

## Родове
Подсемейство Salarinae
- Aidablennius
- Alloblennius
- Alticus
- Andamia – Андамии
- Antennablennius
- Atrosalarias
- Bathyblennius
- Blenniella
- Chalaroderma
- Chasmodes
- Cirripectes
- Cirrisalarias
- Coryphoblennius
- Crossosalarias
- Dodekablennos
- Ecsenius
- Entomacrodus
- Exallias
- Glyptoparus
- Hirculops
- Hypleurochilus
- Hypsoblennius
- Istiblennius
- Lipophrys
- Litobranchus
- Lupinoblennius
- Medusablennius
- Microlipophrys
- Mimoblennius
- Nannosalarias
- Ophioblennius
- Parablennius – Параблениуси
- Parahypsos
- Paralticus
- Pereulixia
- Praealticus
- Rhabdoblennius
- Salaria
- Salarias
- Scartella
- Scartichthys
- Stanulus

Подсемейство Blenniinae
- Adelotremus
- Aspidontus
- Blennius – Морски кучки
- Enchelyurus
- Haptogenys
- Laiphognathus
- Meiacanthus
- Oman
- Omobranchus
- Omox
- Parenchelyurus
- Petroscirtes
- Phenablennius
- Plagiotremus
- Spaniblennius
- Xiphasia